# Helixanthera periclymenoides
Helixanthera periclymenoides är en tvåhjärtbladig växtart som först beskrevs av Engler & Krause, och fick sitt nu gällande namn av S. Balle. Helixanthera periclymenoides ingår i släktet Helixanthera och familjen Loranthaceae. Inga underarter finns listade i Catalogue of Life.